# Hyles calida
Hyles calida — бабочка из семейства бражников (Sphingidae).
Бабочка с мощным, конусовидно заострённым на конце телом и узкими вытянутыми крыльями. Размах крыльев до 60 мм. Усики длинные, веретеновидные. Глаза круглые, голые. Сумеречные и ночные бабочки.
Эндемик Гавайских островов — Кауаи, Оаху, Молокаи, Гавайи. Гусеницы довольно крупные, с пятью парами ног. Окраска достаточно яркая, с косыми полосками и пятнами в виде глаз. Кормовые растения гусениц: Acacia koa, Bobea elatior, Coprosma, Gardenia, Metrosideros, Pelea, Scaevola chamissoniana, Scaevola gaudichaudiana, Straussia.